# Kissy Kapri
Kissy Kapri (2 febbraio 1988) è un'ex attrice pornografica statunitense.

## Biografia
Kissy Kapri ha debuttato nell'industria del porno nel 2006, a 18 anni, e da allora ha preso parte a circa 140 film e numerose scene per siti pornografici. Si è ritirata nel 2008.
Nel 2008 ha partecipato ad un episodio dello show Howard Stern on Demand.

## Riconoscimenti
- 2008 FAME Awards, Finalista – Dirtiest Girl in Porn
- 2008 AVN Award, nomination – Best Threeway Sex Scene – 1 Dick 2 Chicks 6
- 2008 AVN Award, nomination – Most Outrageous Sex Scene – American Gokkun 3
- 2009 AVN Award nomination – Best All-Girl 3-Way Sex Scene – Bitch & Moan 2[2]
- 2009 FAME Awards, Finalista – Dirtiest Girl in Porn